# Goa, Daman et Diu
Goa, Daman et Diu est un ancien territoire de l'Union de l'Inde, créé le 19 décembre 1961 et disparu le 30 mai 1987. 
Le territoire de l'Union comprenait l'état actuel de Goa et les deux petites enclaves côtières de Daman et Diu sur la côte du Gujarat. Il formait, avec Dadra et Nagar Haveli, l'Inde portugaise. Il a ensuite été incorporé à l'Inde après l'annexion de l'Inde portugaise en 1961. 
Administrativement, le territoire était divisé en trois districts : Goa, Daman et Diu, avec la capitale à Panaji. En 1987, Goa a obtenu le statut d'État et Daman et Diu sont devenus un territoire d'Union distinct. En 2020, Daman et Diu a fusionné avec Dadra et Nagar Haveli pour former le nouveau territoire de Dadra et Nagar Haveli et Daman et Diu. 